# Passiflora mansoi
Passiflora mansoi là một loài thực vật có hoa trong họ Lạc tiên. Loài này được (Mart.) Mast. mô tả khoa học đầu tiên năm 1871.